# Massimiliano Alajmo
Massimiliano Alajmo (Padova, 6 maggio 1974) è un cuoco italiano.

## Biografia
Appartenente ad un'antica famiglia di ristoratori veneti, dopo il conseguimento del diploma dell'istituto tecnico alberghiero ad Abano Terme, nel 1990 approfondisce la sua esperienza presso il ristorante “Ja Navalge” di Alfredo Chiocchetti a Moena, nel 1992 presso l'”Auberge de l'Eridan” di Marc Veyrat a Veyrier du Lac d'Annecy e nel 1993 a “Les Prés d'Eugénie” di Michel Guérard, a Eugénie les Bains.
Nel 1993 rientra in Italia e con il fratello Raffaele Alajmo (in sala) si dedica al ristorante di famiglia, "Le Calandre" a Sarmeola di Rubano, che nel 1996 otterrà la seconda stella Michelin (la prima stella Michelin fu assegnata a sua madre, Rita Chimetto, nel 1992).
Nel novembre del 2002 si aggiudica la terza stella, divenendo così il più giovane cuoco nella storia ad aver ricevuto tale riconoscimento.
Oltre a essere lo chef responsabile dei ristoranti "Le Calandre", "Il Calandrino" e "Gran Caffè Quadri", è impegnato col gruppo dei "cavalieri della cucina italiana", a promuovere e tutelare la cucina italiana e il mestiere del cuoco.
Nel giugno 2020, insieme ad altri chef, architetti, premi Nobel per l'economia e leader di organizzazioni internazionali, ha firmato l'appello per un'economia viola («Per un rinascimento culturale dell'economia») pubblicato sul Corriere della Sera, El País e Le Monde.

## Opere
- Massimiliano Alajmo-Raffaele Alajmo, In.gredienti, ed. Alajmo, Padova 2006.